# Desmosoma serratum
Desmosoma serratum is een pissebed uit de familie Desmosomatidae. De wetenschappelijke naam van de soort is voor het eerst geldig gepubliceerd in 1969 door Fresi & Schiecke.